# Владимир Гоев
Владимир Иванов Гоев е български художник живописец и заслужил художник от 1975 година.

## Биография
Гоев е роден на 28 март 1925 година в Бургас, в семейство на преселници от село Мокрени, Костурско. От 1939 до 1944 година учи в Реалната гимназия в Бургас, където негов класен ръководител е големият бургаски художник и скулптор Петко Задгорски. Именно той го насърчава да продължи да се занимава с рисуване.
През 1952 година Гоев завършва специалност живопис в ВИИИ „Николай Паврович“ в класа на проф. Илия Петров. Междувременно учи и при проф. Дечко Узунов. По време на следването си, през 1949 година, получава първото си признание – сребърен медал от конкурса „Младежко творчество“.
От 1953 година Гоев е член на Съюза на българските художници и в продължение на повече от 20 години е член на Управителния му съвет. Взема участие в национални и международни изложби; самостоятелни експозиции организира в София през 1962, 1969, 1972 година и в Унгария през 1972 година. По повод 80-ата си годишнина организира юбилейна изложба в столичната галерия „Райко Алексиев“.
В периода 1975—1985 г. заема поста директор на Националната художествена галерия. Журира на различни художествени конкурси. Впоследствие минава на свободна практика. През 1984 година Гоев е удостоен с наградата за живопис на СБХ „Владимир Димитров – Майстора“.
Умира на 31 май 2013 г. в София.
Съпруга на Владимир Гоев е художничката Елза Гоева (р. 1928), тяхна дъщеря е художничката Татяна (Нуша) Гоева.

## Творчество
Владимир Гоев твори в различни жанрове на живописта: пейзаж, морски пейзаж, портрет, натюрморт. Рисува портрети на Васил Левски (1966), Ленин (1967), Георги Димитров (1969), Иван Башев (1972), Николай Райнов, Никола Вапцаров. Известни негови картини са „Разпит на Антон Иванов“ (1952), „Тузлата“ (1961), „Тъкачки“ (1967), „Кърпене на мрежи“ (1969), „Аркутино“ (1969), „Нотър Дам“ (1970), „Кей“, „Лодки“, „Изгрев“, „Нощ край морето“.
Негови творби са притежание на НХГ, СГХГ, Бургаската галерия „Петко Задгорски“, други градски галерии и частни сбирки.